# 887 Alinda
A 887 Alinda (ideiglenes jelöléssel 1918 DB) egy földközeli kisbolygó. Max Wolf fedezte fel 1918. január 3-án, Heidelbergben.